# Marc Noni Balb
Marc Noni Balb (llatí: Marcus Nonius Balbus) va ser un cavaller, procònsol i cònsol romà del segle i aC. Pertanyia a la gens Nònia, d'origen plebeu.
Nascut a Nucèria, va fixar més endavant la seva residència a Herculà, ciutat de la qual va ser un benefactor. En la seva carrera dins la magistratura, va arribar al càrrec de pretor i, posteriorment, procònsol de la província de Creta i Cirene. El 32 aC esdevingué tribú de la plebs i en aquesta condició va vetar el decret del senat romà contra Octavi, seguint instruccions del cònsol Sosi, que era partidari de Marc Antoni.
La seva activitat com a benefactor el dugué a finançar la restauració de les muralles, les portes i fins i tot la basílica d'Herculà. A la seva mort, la ciutat de la Campània el va incloure entre els seus patrons i li va tributar immensos honors i diverses estàtues (dues de les quals, eqüestres, es conserven al Museu Arqueològic Nacional de Nàpols i una altra, reconstruïda, es troba vora l'altar dedicat a ell davant l'entrada de les Termes Suburbanes herculanes). Per aquestes estàtues que li van dedicar els herculans se sap que era fill de Marc Noni Balb i d'una tal Vicíria. Es va casar amb Volasènnia i va tenir tres filles.